# Gmina Korcza
Gmina Korcza (alb. Bashkia Korçë) – gmina miejska położona we wschodniej części Albanii. Administracyjnie należy do okręgu Korcza w obwodzie Korcza, swym zasięgiem obejmuje miasto Korcza oraz jego przedmieścia. W 2011 roku populacja gminy wynosiła 51 152, w tym 26 124 kobiety oraz 25 028 mężczyzn, z czego Albańczycy stanowili 75,38% mieszkańców, Grecy 3,31%, Arumuni 3,18%, Rumuni 1,1%, Egipcjanie 1,16% a Macedończycy 0,75%. Siedzibą władz jest Korcza.